# WASP-47
WASP-47とは、太陽系からみずがめ座の方向に約870光年離れた太陽とほぼ同じ大きさと明るさを持つ恒星である。この恒星は、ケプラー宇宙望遠鏡のK2ミッションのキャンペーン3の領域内に位置している。2012年に、スーパーWASPのチームによって、公転周期が4日のホット・ジュピターが存在することが最初に発見された。典型的なホット・ジュピター系であると考えられていたが、2015年にはさらに、ホット・ジュピターの軌道よりも外側に軌道が存在するハビタブルゾーン内の木星型惑星とホット・ネプチューン、内側に軌道が存在するスーパー・アースの3つの惑星が発見された。WASP-47は、ホット・ジュピターの近くに存在する別の惑星と、それよりはるかに遠くに存在する別の惑星の両方を持つことが知られている唯一の惑星系である。

## 名称と歴史
惑星が発見される以前に、WASP-47には2MASS J22044873-1201079という2MASSによる名称が指定された。また、広視野赤外線探査機によっても観測され、WISE J220448.74-120108.4という名称が指定された。NASAのK2ミッションによって観測されたとき、EPIC 206103150としてEcliptic Plane Input Catalogの指定を与えられ、後に惑星dとeの発見にちなんでK2-23という名称が与えられた。
2012年、Coel Hellierが率いるスーパーWASPのチームは、公転周期が4.17日のWASP-47bという名称のホット・ジュピターの発見を公表した。3年後の2015年、Neveu-Van Malleらはチリのラ・シヤ天文台で高精度視線速度系外惑星探査装置（HARPS）のスペクトログラフを使用して、惑星系のハビタブルゾーン内を公転する2番目の惑星であるWASP-47cを発見した。NASAのK2ミッションからのデータを使用して、プラネットハンターズのボランティアがWASP-47の周囲を公転する複数の惑星を発見し、データを分析した後、研究者（Becker et al. 2015）は、2つの追加のトランジットを起こす惑星であるホット・ネプチューンのWASP-47dとスーパー・アースのWASP-47eを公表した。WASP-47eはWASP-47bの近くを公転している。

## 特徴
WASP-47はスペクトル分類がG9VのG型主系列星であり、太陽によく似ている。1.11太陽質量と1.16太陽半径を持ち、温度は5576ケルビン、年齢は約65億年である（太陽の温度は5778ケルビン、年齢は約45億年である）。
この恒星には金属が非常に豊富に存在しており、金属量（[Fe/H]）は約+0.36である。これは、2つの巨大な木星型惑星とスーパー・アースが、同じ恒星の周囲でどのように形成されたかを説明する手掛かりになる可能性がある。WASP-47の光度は1.16太陽光度と推定されている。
この恒星の見かけの等級、つまり地球から見た明るさは約12であり、肉眼で観測するにはあまりにも暗すぎる。

## 惑星系
| 名称 （恒星に近い順） | 質量           | 軌道長半径 （天文単位） | 公転周期 (日)         | 軌道離心率              | 軌道傾斜角    | 半径             |
| --------------------- | -------------- | ----------------------- | --------------------- | ----------------------- | ------------- | ---------------- |
| e                     | 6.77±0.57 M⊕   | —                       | 0.789592 ± 0.000011   | 0.03 +0.036 −0.02       | 85.98 ± 0.75° | 1.810 ± 0.027 R⊕ |
| b                     | 363.6 ± 7.3 M⊕ | —                       | 4.1591289 ± 0.0000042 | 0.0028 +0.0042 −0.0020  | 88.98 ± 0.20° | 12.64 ± 0.15 R⊕  |
| d                     | 13.1 ± 1.5 M⊕  | —                       | 9.03077 ± 0.00017     | 0.00600 +0.0098 −0.0041 | 89.32 ± 0.23° | 3.576 ± 0.046 R⊕ |
| c                     | 398.9 ± 9.1 M⊕ | —                       | 588.5 ± 2.4           | 0.296 ± 0.017           | —             | —                |

WASP-47には、4つの惑星からなる多様で複雑な惑星系が存在する。そのうちの3つ（e、b、d）はトランジットを起こすが、cのみドップラー分光法で発見された。e、b、dの3つのサイズは大きく異なり、地球半径の1.8倍から13倍にまで差がある。また、質量は地球よりもはるかに大きく、最小質量を持つWASP-47eは6.8地球質量である。bとcの2つの木星型惑星は、それぞれ1.2木星質量と1.57木星質量を持ち、木星よりもはるかに重い。しかし、地球の擾乱大気による観測効果のため、4つの惑星すべての質量値には比較的高い不確実性があり、WASP-47cの不確実性が最も高くなっている。それにもかかわらず、惑星の構成はある程度判明している。WASP-47eには揮発性物質（水、水素/ヘリウム）がほとんど存在せず、dには薄いガス状のエンベロープが存在し、bとcはどちらも木星や土星のような巨大ガス惑星である。
巨大ガス惑星は小さな惑星をその軌道から追い出すと考えられているため、ホット・ジュピター系では、WASP-47のe・b・dの3つの惑星の軌道配置でe・dの2つの小さな惑星の存在は予想されない。惑星系が現在のようになるためには、2つの巨大ガス惑星が低質量惑星e・dの前に形成された可能性が高い。この二段階の惑星形成は太陽系でも起こったと考えられている。WASP-47bの軌道が内側に移動し、惑星を形成する物質を恒星に近づけたという仮説が立てられている。ほとんどのガスが散逸すると、2つのガスの少ない惑星が大きなホット・ジュピターの近くに形成される。
惑星e・b・dは非常によく似た軌道を持ち、公転周期はそれぞれ0.8日、4.2日、9.1日である。これらの惑星はすべて非常に高温（≥1000ケルビン）であり、軌道離心率は非常に低い（地球よりも低い）。これらの内側の惑星とはまったく対照的に、cはハビタブルゾーン内で580日以上の長い公転周期を持ち、軌道離心率の高い軌道（e = 0.36）を持っている。軌道離心率の高さはbの軌道の内側への移動では説明できず、それを引き起こす伴星は存在しない。残っている、可能性が高い唯一の説明は、別の大質量惑星がcの軌道を変えたということである。このような惑星が存在した場合、さらに外側に軌道が存在するか、数十億年前に惑星系から放出された可能性がある。